# Geremia Bonomelli
Geremia Bonomelli (1831–1914) foi bispo da diocese de Cremona nos últimos anos do século XIX e primeiros anos do século XX. Bonomelli ainda é lembrado por seu trabalho de apoio aos emigrantes italianos. 

## Vida
Nascido em Corte Franca  na época do Reino da Lombardia-Veneza, foi ordenado sacerdote para sua diocese natal de Bréscia em 1855. Em 1871, o Papa Pio IX nomeou-o bispo de Cremona.

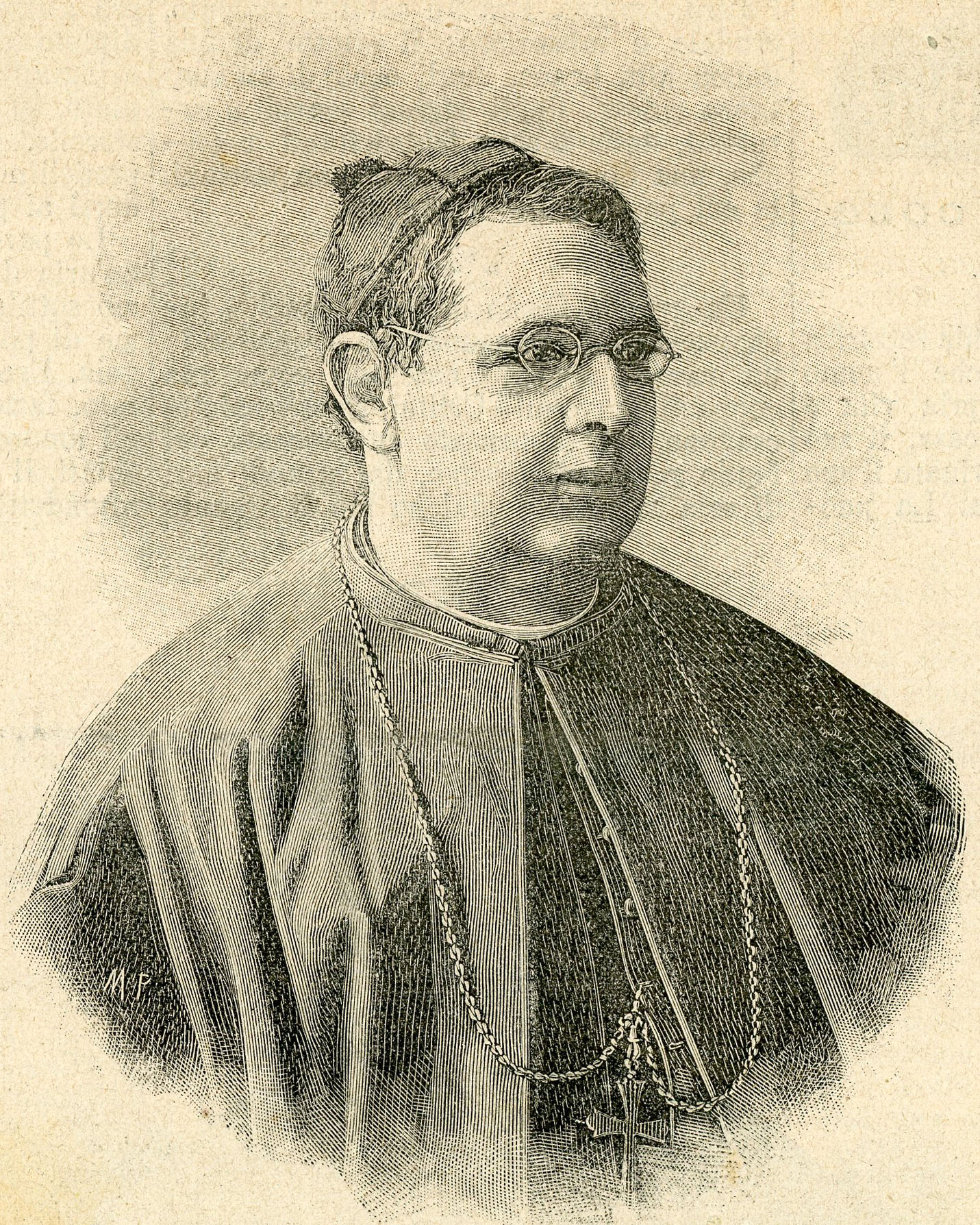
Geremia Bonomelli

A partir de 1896, esteve envolvido na pastoral dos italianos que viviam no exterior, e muitas missões foram fundadas para a emigração italiana. Por seu trabalho nesta área, foi homenageado pelo Papa Pio XII no Exsul Família (1952). O papa disse que Bonomelli "fundou uma Agência para a Assistência aos Italianos que migraram para outras partes da Europa. Desta Agência surgiram muitas instituições e centros florescentes de educação cívica e bem-estar. Em 1900, padres devotos e leigos eminentes atraídos para o trabalho fundaram 'missões' de sucesso na Suíça, Áustria, Alemanha e França". 
Bonomelli também foi um forte defensor do envolvimento dos católicos (padres e leigos) no cuidado dos pobres, e esteve envolvido nas primeiras tentativas de resolução da Questão Romana. Em 1889, uma de suas brochuras foi condenada pelo Vaticano e Bonomelli a retirou. O Papa Leão XIII, por sua vez, agradeceu ao bispo, dizendo que temia "aqueles que [se esforçaram] para torcer os escritos [de Bonomelli] para apoiar os seus próprios pontos de vista" e insistiu que o "principado civil do Papa não é uma questão entre homem e homem, mas que está em jogo a liberdade de exercer [seus] direitos e deveres apostólicos, e esta liberdade não deve estar no poder e na vontade de outrem”. 
Bonomelli morreu em 1914.